# Île Dot
Pour les articles homonymes, voir Dot.
L'île Dot est une île de l'État de Washington dans le Comté de Skagit aux États-Unis.

## Description
Elle s'étend sur environ 180 m de longueur pour une largeur d'un peu plus de 150 m. 